# مپلتون (یوتا)
مپلتون (به انگلیسی: Mapleton) شهری در ایالت یوتا کشور ایالات متحده آمریکا است که جمعیت آن در سرشماری سال ۲۰۱۰ میلادی، ۷٬۹۷۹ نفر بوده‌است.